# Valentyn Kravtjuk
Valentyn Ivanovytj Kravtjuk (på ukrainsk: Валентин Иванович Кравчук) (født 12. april 1944 i Zjytomyr, død 12. januar 2003 i Kyiv) var en ukrainsk roer.

## Rokarriere
Kravtjuk var med i Sovjetunionens otter ved OL 1968 i Mexico City, hvor Zigmas Jukna, Antanas Bagdonavičius, Vytautas Briedis, Aleksandr Martysjkin, Volodymyr Sterlyk, Juozas Jagelavičius, Viktor Suslin og styrmand Jurij Lorentsson udgjorde resten af besætningen. Båden blev nummer tre i indledende heat og derpå nummer to i opsamlingsheatet, hvilket sikrede plads i A-finalen. Her var Vesttyskland hurtigst og fik guld foran Australien, men den sovjetiske båd sikrede sig bronze.

## OL-medaljer
- 1968:  Bronze i otter